# Neal E. Miller
Neal Elgar Miller (* 3. August 1909 in Milwaukee, Wisconsin; † 23. März 2002 in Hamden, Connecticut) war ein US-amerikanischer Psychologe und Pionier der Biofeedback-Forschung.

## Leben
Miller erhielt 1931 den Bachelor of Science von der University of Washington, 1932 den Master von der Stanford University und 1935 den Ph.D. in Psychologie von der Yale University. Nach einjährigem Forschungsaufenthalt am Institut für Psychoanalyse in Wien bei Anna Freud kehrte er 1936 zurück  zur Gruppe um Clark L. Hull nach Yale, wo er 30 Jahre lang forschte und lehrte. Während des Zweiten Weltkrieges war er leitender Offizier der Psychologischen Forschungseinheit # 1 des Army Air Corps in Nashville, Tennessee, anschließend Direktor des Psychologischen Forschungsprojekts der Randolph Air Force Base, Texas. 15 Jahre verbrachte er als Professor an der Rockefeller University in New York City, wo er 1981 emeritierte. In den frühen 1970er Jahren lehrte er zugleich am Medical College der Cornell University. Ab 1985 führte er wieder Forschungsprojekte an der Yale University durch.
Er starb am 92-jährig in einer Seniorenwohnanlage in Hamden (Connecticut) und hinterließ seine zweite Ehefrau Jean Shepler und zwei Kinder.

## Werk
Miller versuchte, die bislang getrennten Welten von Psychoanalyse und empirischer Psychologie zusammenzuführen. Er meinte, psychoanalytische Vorgänge mit dem Stimulus-Response-Modell beschreiben zu können. Mit John Dollard und anderen zusammen entwickelte er die Frustrations-Aggressions-Hypothese. Zum Imitationslernen führten sie Versuche an Ratten durch, die eine Verstärkung durch Lernen von Geschwistern bewiesen. Er war entscheidend bei der Entwicklung des Biofeedback beteiligt und entdeckte, dass selbst das autonome Nervensystem für Klassische Konditionierung empfänglich ist. Besonders die Freundsche Angststörung wurde von ihm 1950 in Personality and Psychotherapy als Neurose mit mehreren Einfluss nehmenden und sich widerstreitenden Faktoren neu gedeutet. In diese Richtung  hat Albert Bandura am Beispiel der Schlangenangst die Theorie weiter entwickelt.
Miller schrieb acht Bücher und fast 300 Fachartikel. 1960 bis 1961 war er Präsident der American Psychological Association. 1958 wurde er in die National Academy of Sciences, 1961 in die American Academy of Arts and Sciences und 1968 in die American Philosophical Society gewählt. 1964 erhielt er die National Medal of Science aus der Hand von US-Präsident Johnson.
Sein bekanntester Schüler ist Philip Zimbardo.

## Schriften
Bücher
- Frustration und Aggression, 1939
- Social Learning and Imitation. Yale University Press, New Haven 1964 (zuerst 1941).
- Personality and Psychotherapy, 1950
- Graphic Communication and the Crisis in Education.
- Selected Papers on Learning, Motivation and Their Physiological Mechanisms. MW Books, Chicago, Aldine, Atherton 1971, ISBN 0202250385.
- Conflict, Displacement, Learned Drives and Theory. Aldine, ISBN 9780202361420.

Aufsätze
- mit R. Bugelski: Minor studies in aggression: The influence of frustrations imposed by the in-group on attitudes expressed by the out-group. In: Journal of Psychology. 25, 1948, S. 437–442.

## Belege
1. ↑  Miller. Abgerufen am 2. August 2021.

| Personendaten    | Personendaten                           |
| ---------------- | --------------------------------------- |
| NAME             | Miller, Neal E.                         |
| ALTERNATIVNAMEN  | Miller, Neal Elgar (vollständiger Name) |
| KURZBESCHREIBUNG | US-amerikanischer Psychologe            |
| GEBURTSDATUM     | 3. August 1909                          |
| GEBURTSORT       | Milwaukee, USA                          |
| STERBEDATUM      | 23. März 2002                           |
| STERBEORT        | Hamden (Connecticut), USA               |